# Majcherek
Majcherek (927 m) – szczyt w Paśmie Lubania w Gorcach. Wznosi się po północnej stronie polany Studzionki. Północne stoki opadają do doliny Ochotnicy.
Jest to niewybitny szczyt, jego deniwelacja nad przełęczą na polanie Studzionki wynosi około 25 m. Jest całkowicie porośnięty lasem, z wyjątkiem zboczy nad Studzionkami. Południowym podnóżem przez Studzionki prowadzi szlak turystyczny omijający wierzchołek Majcherka.
Majcherek znajduje się w granicach wsi Ochotnica Dolna w województwie małopolskim, w powiecie nowotarskim, w gminie Ochotnica Dolna.